# Bogota
Bogota (hiszp. Bogotá; poprzednia nazwa oficjalna Santa Fe de Bogotá) – miasto w Ameryce Południowej, stolica Kolumbii. Stanowi od 1995 Dystrykt Stołeczny Bogoty (Distrito Capital), a jest także stolicą departamentu Cundinamarca. W 2018 roku miasto liczyło ponad 7,3 mln mieszkańców. Jest to trzecie pod względem wielkości (po São Paulo i Limie) miasto w Ameryce Południowej.

## Położenie
Bogota leży w centralnej części Kolumbii, w Kordylierze Wschodniej w północnych Andach, na wysokości 2640 m n.p.m. Zajmuje większą część obszaru równiny La Sabana w kotlinie u podnóża szczytów Monserrate (3317 m n.p.m.) i Guadalupe (3100 m n.p.m.)
Kilka mniejszych strumieni łączy się, tworząc rzekę Rio Funza (lub Bogota), na której znajduje się malowniczy wodospad, o wysokości 145 m. Miasto rozplanowano, ustalając regularny układ ulic; wiele z nich przecina się pod kątem prostym. Używane są specjalne nazwy dla ulic przebiegających z południa na północ, z zachodu na wschód i skośnie do wyżej wymienionych: carreras, calles, diagonales i transversales. W mieście znajduje się wiele placów; najważniejszy z nich to Plaza de Bolívar.
Bogota jest od setek lat centrum przemysłowym, handlowym, naukowo-kulturalnym kraju. Znajdują się tu siedziby międzynarodowych koncernów, korporacji i banków.
W mieście usytuowany jest międzynarodowy port lotniczy El Dorado. Stolica, będąc ważnym węzłem kolejowym i drogowym, jest połączona arteriami komunikacyjnymi z wybrzeżem Atlantyku i Pacyfiku oraz z większymi miastami Kolumbii. Przebiegają przez nią autostrada panamerykańska i Simona Bolivara.
Ze względu na znaczenie naukowo-kulturalne stolicy Kolumbii nazywano ją niejednokrotnie Atenami Ameryki Południowej.
W mieście znajduje się ponad sto uczelni, między innymi:
- Narodowy Uniwersytet Kolumbii (Universidad Nacional, założony w 1830)
- Uniwersytet Andyjski (Universidad de Los Andes, założony w 1948)
- Papieski Uniwersytet Ksaweriański (Pontificia Universidad Javeriana, założony w 1622)
- Uniwersytet Świętego Tomasza (Universidad Santo Tomás, założony w 1580)
- Uniwersytet La Sabana (Universidad de La Sabana, założony w 1971).

Oprócz imponujących przepychem dzielnic luksusowych istnieją także dzielnice biedy, tugurios.

## Historia
W okresie prekolumbijskim tereny dzisiejszej Bogoty zamieszkiwały plemiona Indian Czibczów oraz Arawaków. Osada o nazwie Bacatá była centrum ich cywilizacji. 6 sierpnia 1538 hiszpański konkwistador Gonzalo Jiménez de Quesada założył tam osadę Santa Fé de Bacatá (od miejsca swoich narodzin i nazwy miejscowej), która w 1717 stała się stolicą wicekrólestwa Nowej Granady, a przez to centrum hiszpańskiej władzy kolonialnej w Ameryce Południowej. W latach 1810–1811 miejscowa ludność zbuntowała się przeciwko Hiszpanom i ustanowiła własny rząd, lecz miasto do 1819 było kontrolowane przez hiszpańskich lojalistów. Wtedy to Simón Bolívar przejął rządy w Bogocie i uczynił ją stolicą federacji Gran Colombia (Wielka Kolumbia), obejmującej terytoria obecnej Panamy, Kolumbii, Wenezueli i Ekwadoru. Po rozbiciu tego tworu na odrębne państwa Bogota pozostała stolicą Nowej Granady do 1830, a w 1863 została oficjalną stolicą Republiki Kolumbii. Od 1955 stanowi dystrykt specjalny – Dystrykt Stołeczny Bogoty.
W sierpniu 2000 zmieniono oficjalną nazwę z Santa Fé de Bogotá na Bogotá.
W 1948 Bogota była miejscem konferencji, na której doszło do utworzenia Organizacji Państw Amerykańskich (OPA) i zawarcia układu o pokojowym rozstrzyganiu sporów międzypaństwowych w Ameryce Południowej.
W 1955 roku ustanowiono sekretariat CELAM.

## Zabytki

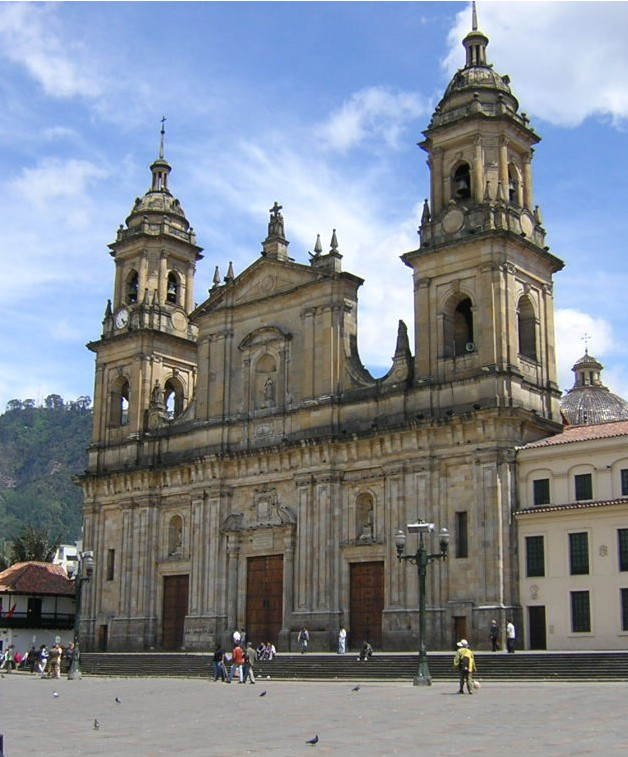
La Catedral Primada de Colombia – katedra prymasa Kolumbii

Główne zabytki Bogoty to zabudowania z okresu kolonialnego i początków republiki, obecne w najstarszej części miasta, dzielnicy La Candelaria, oraz nieco młodszej, La Catedral. Najciekawsze to kościoły San Francisco (świętego Franciszka) z 1567 r., San Ignacio (świętego Ignacego), San Agustín (świętego Augustyna), Santa Clara (świętej Klary) z XVII w., kaplica na wzgórzu Monserrate, katedra La Catedral Primada de Colombia na Plaza de Bolívar (Plac Bolivara), pałac San Carlos, będący rezydencją prezydentów.
Plaza de Bolívar otacza wiele historycznych budynków, m.in. klasycystyczny Capitolio Nacional (siedziba kongresu), Palaco de Justicia (Pałac Sprawiedliwości).
Wśród licznych muzeów na uwagę zasługują:
- Museo del Oro (Muzeum Złota) – z największą na świecie kolekcją wyrobów złotniczych (ponad 36 tysięcy różnych eksponatów). W dodatku biżuteria muzealna inkrustowana jest szmaragdem, który jest głównym kamieniem eksportowym z Kolumbii[3].
- Museo Colonial (Muzeum Kolonialne) – pierwotnie siedziba zakonu jezuitów z 1640 r.
- Museo de Arte Religioso (Muzeum Sztuki Religijnej)
- Museo de Artes y Tradiciones Populares (Muzeum Sztuki i Tradycji Ludowych)
- Museo de Arte Moderno (Muzeum Sztuki Nowoczesnej)
- Museo Arqueológico (Muzeum Archeologiczne)
- Museo Nacional (Muzeum Narodowe).
- Museo Santa Clara

## Sport
W Bogocie grają dwie drużyny piłki nożnej Independiente Santa Fe i Millonarios FC.
Od 1998 roku miasto jest miejscem rozgrywania turnieju tenisowego kobiet Copa Claro Colsanitas.

## Przemysł
W Bogocie rozwinął się przemysł:
- chemiczny
- lekki
- maszynowy
- metalurgiczny
- obuwniczy
- spożywczy
- środków transportu

## Atrakcje turystyczne
Bogota to także centrum życia kulturalnego. Największe teatry to Teatro Colón, Teatro Libre de Bogotá, Teatro Popular de Bogotá, Teatro Colsubsidio. Pierwszy z teatrów jest również siedzibą miejskiej Orkiestry Symfonicznej. Koncerty muzyki poważnej odbywają się często w Biblioteca Luis Angel Arango i salach Universidad Nacional de Colombia (Uniwersytetu Narodowego). Atrakcją turystyczną jest pchli targ przy Mercado de las Pulgas i dzielnica nocnej rozrywki Zona Rosa (różowa strefa). Miłośnicy corridy mogą udać się na Plaza de Toros de Santamaria i Rock al Parque. Inne atrakcje to planetarium i ogród botaniczny.

## Miasta partnerskie
- Buenos Aires (Argentyna)
- Londyn (Wielka Brytania)
- Los Angeles (Stany Zjednoczone)
- Madryt (Hiszpania)
- Meksyk (Meksyk)
- Miami (Stany Zjednoczone)
- Nowy Jork (Stany Zjednoczone)
- Toronto (Kanada)
- Seul (Korea Południowa)
- Tokio (Japonia)
- Berlin (Niemcy)
- La Paz (Boliwia)
- Brasília (Brazylia)
- Santiago (Chile)
- Hawana (Kuba)
- Quito (Ekwador)
- San Salvador (Salwador)
- Kadyks (Hiszpania)
- Paryż (Francja)
- Gwatemala (Gwatemala)
- Tegucigalpa (Honduras)
- Rzym (Włochy)
- Panama (Panama)
- Asunción (Paragwaj)
- Lima (Peru)
- Lizbona (Portugalia)
- Moskwa (Rosja)
- Sztokholm (Szwecja)
- Montevideo (Urugwaj)
- Caracas (Wenezuela)
- Santo Domingo (Dominikana)
- León (Meksyk)
- Abu Zabi (Zjednoczone Emiraty Arabskie)